# Barış Pehlivan
 (octobre 2012).
 (juin 2025).
Si vous disposez d'ouvrages ou d'articles de référence ou si vous connaissez des sites web de qualité traitant du thème abordé ici, merci de compléter l'article en donnant les références utiles à sa vérifiabilité et en les liant à la section « Notes et références ».
Pour les articles homonymes, voir Pehlivan.
Barış Pehlivan (IPA: [bäɾɯʃ pe̞hliβän]; né le 10 juillet 1983) est un journaliste turc, connu pour ses enquêtes et ses livres sur la vie politique en Turquie. Il a été assigné en justice à de nombreuses reprises pour ses activités journalistiques. Il a été emprisonné en 2011 et 2020 dans le cadre de ces affaires,.

## Biographie
Barış Pehlivan est diplômé de la faculté de journalistique de l’Université d’Istanbul. En 2004, il a commencé à sa vie professionnelle comme reporter au sein de Kaçak Yayın, un magazine artistique et littéraire, affilié au Group de Leman. Il a travaillé en tant qu’assistant, assistant-réalisateur et éditeur dans les documentaires 'Paranın Seyir Defteri', 'Şair Ceketli Çocuk : Kazım Koyuncu' et 'Nohut Oda Bakla Sofa' respectivement diffusés par la chaîne de télévision CNN Türk. Les dossiers journalistiques dans le cadre du programme 5N1K intitulés « Yabancılara Toprak Satışı » (Vendre des terres aux étrangers) et « Şah Mesud Suikasti » (L’Assasinat de Shah Mesud) portent sa signature. Barış Pehlivan était le chroniqueur dans le journal Karşı. Il a fait face à de nombreux procès et a été emprisonné en raison de ses nouvelles et de ses livres.
Il a reçu les prix de journalisme les plus importants de Turquie et est membre du conseil d'administration de Nazım Hikmet Culture and Art Foundation. Il est actuellement le rédacteur en chef de OdaTV depuis 2007.
Entre 2005 et 2010, il a préparé les séries documentaires « Oradaydım » pour CNN Türk dans lesquels il a discuté avec les témoins de plus de 250 évènements ayant marqué l’histoire contemporaine de la Turquie.
Il a rédigé trois livres d’enquêtes journalistiques en collaboration avec Baris Terkoglu intitulés Sızıntı : Les Turcs célèbres dans le Wikileaks, Mahrem et Metastaz. Chacun d'eux a attiré une énorme attention du public et est resté longtemps sur la liste des best-sellers.

## Les Procès
Tout au long de sa carrière de journaliste, des dizaines de procès ont été intentés contre lui, avec des plaintes de nombreuses personnes, y compris de Recep Tayyip Erdoğan ou Fethullah Gülen.
En 2007, à l'occasion de la diffusion des tortures dans la prison Diyarbakır dans un épisode du documentaire « Oradaydım », Pehlivan a été accusé de « provoquer la haine dans la société ». Il a été acquitté lors de la deuxième audience tenue en novembre 2008.
Le 14 février 2011, il a été mis en garde à vue à la suite d’une perquisition effectuée à son domicile et son bureau dans le cadre de l'enquête Ergenekon. Après trois jours de détention, il a été incarcéré par le tribunal spécialement autorisé. Il n'a pu se défendre devant le tribunal que neuf mois après son arrestation. Au cours de ce procès, les rapports de trois universités turques (Boğaziçi, Yıldız Université technique, METU) et d'une société informatique américaine (Data Devastation) ont démontré que les documents numériques qui constituaient la base de l'acte d'accusation avaient été téléchargés sur les ordinateurs des journalistes par des individus inconnus. L'affaire OdaTV, dans laquelle les journalistes ont été emprisonnés en raison de documents fabriqués, a attiré l'attention du monde entier sur la Turquie. Selon Reporters sans frontières, cette affaire est devenue un symbole de l'oppression de la liberté de la presse en Turquie ,.
Dans l'affaire Odatv, Prof. Dr. Yalçın Küçük, Soner Yalçın, Doğan Yurdakul, Barış Pehlivan, Barış Terkoğlu, Müyesser Yıldız, Mümtaz İdil, Nedim Şener, Ahmet Şık, Hanefi Avcı, Sait Çakır, Coşkun Musluk, et Iklim Bayraktar étaient jugés en tant qu'accusés, tandis qu’un suspect, Kaşif Kozinoğlu, mourut en prison.
Le 12 avril 2017, la Haute Cour pénale a acquitté les 13 accusés et elle a également décidé qu'une plainte pénale serait portée contre les auteurs du complot. Il s'est avéré que cette opération contre Oda TV était une conspiration menée par des membres du FETO (Organisation terroriste affiliée à Fethullah Gülen) infiltrés dans l'État. Un procès a été intenté contre la police, les procureurs et les juges qui ont détenu des journalistes innocents en prison.
Le 3 mars 2020, une enquête a été ouverte contre lui en raison d'une nouvelle publiée dans Odatv sur les funérailles du martyr de l'Agence nationale de renseignement (MIT) en Libye. Il a été arrêté le 6 mars 2020 au tribunal d'Istanbul Çağlayan, où il s'est rendu pour faire sa déclaration. Pour sa défense, il a affirmé que la véritable raison de son arrestation, après 9 ans, était son nouveau livre à venir. L'acte d'accusation exige une peine de prison allant jusqu'à 19 ans pour 8 journalistes.
Dans la prison de Silivri, il a été victime d'une agression dont l'enquête est toujours en cours.
En raison des préoccupations concernant la propagation du coronavirus dans les prisons, le gouvernement turc a rédigé une loi qui permettrait de faire sortir environ 100 000 prisonniers. Lors de ces discussions au Parlement, le lundi 13 avril à 3h du matin, les législateurs affiliés au gouvernement ont ajouté un article supplémentaire stipulant que les crimes concernant le MIT seraient exclus du cadre de la nouvelle loi. Ainsi, les chefs du crime organisé, les meurtriers, les voleurs condamnés et d'autres criminels, ont été libérés de prison tandis que les journalistes, les avocats et les blogueurs sont restés derrière les barreaux pour des accusations dites de "terrorisme." Cette modification "personnalisée" de la loi a suscité une grande réaction de l'opinion publique.
Odatv.com, où Barış Pehlivan est le rédacteur en chef, a été bloqué par une décision de justice à la suite de cette nouvelle opération. Odatv, qui est le site d'information le plus influent de Turquie depuis 13 ans, continue sa diffusion sur différentes adresses web.